# 北礁
北礁（英语：North Reef），是西沙群島最北的珊瑚岛礁，故名。中國漁民俗稱「乾豆」。东南距全富岛30海里左右。地处长椭圆形封闭环礁的西部礁盘上。礁内有潟湖。低潮时环礁、部分礁盘和潟湖内散布点礁出露。珊瑚丛生，海产丰富。北礁暗礁多浪急，是南中国海的著名险区之一。北礁设置有灯塔，附近有国际航道。北礁附近发现了多处明朝隆庆、万历时期沉船，并有大量中国古代文物出土，2006年北礁沉船遗址定为第六批全国重点文物保护单位。
1996年，中国政府发布关于领海范围的声明，北礁有八点是中国领海基点。
- 北礁（1）北纬17°04.9' 东经111°26.9'
- 北礁（2）北纬17°05.4' 东经111°26.9'
- 北礁（3）北纬17°05.7' 东经111°27.2'
- 北礁（4）北纬17°06.0' 东经111°27.8'
- 北礁（5）北纬17°06.5' 东经111°29.2'
- 北礁（6）北纬17°07.0' 东经111°31.0'
- 北礁（7）北纬17°07.1' 东经111°31.6'
- 北礁（8）北纬17°06.9' 东经111°32.0'